# Milton Keynes Dons Football Club
El Milton Keynes Dons Football Club es un club de fútbol de Inglaterra de la ciudad de Milton Keynes en Buckinghamshire. Fue fundado en 2004 y se desempeña en la Football League Two, cuarta categoría del fútbol inglés. Es un club de reciente creación: puesto que Milton Keynes era una de las pocas grandes ciudades de Inglaterra (debido a su condición de una nueva ciudad construida en 1967), sin un club de fútbol en competición, los propietarios del Wimbledon FC trasladaron el club a la ciudad de Milton Keynes (a más de 90 km de distancia) donde se les ofreció unas infraestructuras importantes. Tras esta decisión, la enfadada mayoría de aficionados del Wimbledon fundaron un nuevo club llamado AFC Wimbledon, heredero del mítico conjunto.

## Historia
La historia del Milton Keynes Dons (MK Dons) comenzó a finales de la década de 1990 con Pete Winkelman, un promotor de música y residente de Milton Keynes. Winkelman tuvo la idea de construir un complejo deportivo importante en la ciudad con un nuevo estadio que reuniera todos los requisitos FIFA. El núcleo de este proyecto se trataba de un club de fútbol profesional que disputará sus encuentros en el nuevo estadio. Así, comenzaron a acercarse a Winkelman clubes de fútbol cercanos a la ciudad de Milton Keynes con el fin de conseguir una rehabilitación de sus estadios. Entre ellos, Barnet FC, Luton Town FC y Queens Park Rangers FC. Estos planteamientos iniciales no tuvieron éxito, sin embargo, apareció el Wimbledon FC, que se encontraba con sus propietarios en busca de una nueva sede. Winkelman persuadió a los directores del Wimbledon que a 90 km al norte, en Milton Keynes, podría darles el impulso financiero que necesitaban. Prácticamente todos los fans del Wimbledon FC, así como la Liga de Fútbol estaban en contra de esa medida.
El 28 de mayo de 2002, a pesar de más de un año de protestas en contra de la idea, la The Football Association autorizó el traslado a Milton Keynes. Aunque ha habido clubes con deslocalizaciones en el Reino Unido, nunca había habido una reubicación de un club profesional en el sistema de pirámide del fútbol inglés, y este movimiento atrajo a las críticas generalizadas. Los que interpretaron la decisión como las ligas americanas al estilo "franquicias", le comenzaron a denominar despectivamente al equipo el Franquicia FC. A instancias de la Federación de Aficionados de Fútbol, los aficionados de otros equipos boicotearon partidos contra el club. El 5 de junio de 2003, el Wimbledon FC entró en la administración financiera.
Durante la temporada 2003/04, el Wimbledon FC fue dirigido por los administradores y muchos de los jugadores del equipo se traspasaron. Al final de una triste temporada, el club fue relegado a la Football League One. Durante el verano de 2003, el Estadio Nacional de Hockey de Milton Keynes se transformó para su uso como estadio de fútbol, y en septiembre de 2003, el Wimbledon FC se trasladó a dicho estadio. En la primavera de 2004, para asegurar la idea de que un equipo de fútbol jugara en el futuro estadio, Winkelman repuso a cero las deudas del club sacándolo de la quiebra.
En junio de 2004, contra las recomendaciones de la Independent Football Commission, Winkelman anunció que la denominación del club iba a cambiar de Wimbledon FC a Milton Keynes Dons FC. No se trató de una decisión popular ya que Winkelman había prometido a los aficionados que la cuestión del nombre del club se sometería a votación, y la comisión de los defensores oficiales del club votó por unanimidad a favor de la palabra "Wimbledon". Tras denominar oficialmente al club con el nuevo nombre, Winkelman se hizo dueño en propiedad del club el 1 de julio, anunciando que cambiarían los colores del club (azul y amarillo) junto con nuevas insignias. Este cambio fue aplicado de nuevo sin ninguna consulta con los propietarios. En la nueva insignia se añadieron las letras "MMIV", que significan que 2004 era un nuevo comienzo para el MK Dons.[cita requerida]
En 2008, el club logró sus primeros títulos de plata, ganando la final del Trofeo Johnstone's Paint por 2-0 contra el Grimsby Town FC, en frente de más de 55.000 aficionados en el Estadio de Wembley. En mayo de 2008, el club consiguió el campeonato Football League Two y el ascenso al ganar la League One para la temporada 2008/09.
A comienzos de la temporada 2014/15, disputando la Capital One Cup tendría el desafío de enfrentarse al Manchester United por la segunda ronda de la competición. Rompiendo todos los pronósticos, el MK Dons vencería por 4 a 0 en stadium MK, con dos goles de Will Grigg y dos de Benik Afobe. Unas semanas después de la victoria, lograrían la mayor de toda su historia, con un arrollador 6 a 0 ante el Colchester United como local. El 20 de diciembre lograrían romper nuevamente el récord siendo esta vez un 7 a 0 el resultado, ante el Oldham Athletic.
El club lograría volver a la Football League One tras conseguir el ascenso en la temporada 2018-19 en la cual concluyeron en la tercera posición con 79 puntos, logrando así el ascenso directo.

## Uniforme
- Uniforme titular: Camiseta blanca, pantalón blanco, medias blancas.
- Uniforme alternativo: Camiseta roja, pantalón rojo, medias rojas.
- Tercer uniforme: Camiseta negra, pantalón negro, medias negras.

## Rivalidad
El MK Dons tiene una gran rivalidad con el AFC Wimbledon por la disputa del legado del club.

## Entrenadores

### Cronología de los entrenadores
- Stuart Murdoch (2004).
- Danny Wilson (2004/06).
- Martin Allen (2006/07).
- Paul Ince (2007/08).
- Roberto Di Matteo (2008/09).
- Paul Ince (2009/10).
- Karl Robinson (2010-)
- Robbie Neilson (?-2018)[12]
- Paul Tisdale (2018–2019)[13][14]
- Russell Martin (2019–presente)

## Palmarés

### Torneos nacionales
- Football League Two (1): 2007/08.
- Football League Trophy (1): 2007/08.